# Chinesisch-pakistanische Beziehungen
Die chinesisch-pakistanischen Beziehungen beschreiben die bilateralen Beziehungen zwischen Pakistan und der Volksrepublik China. Pakistan ist mit einer Botschaft in Peking vertreten. China hat seinerseits eine Botschaft in Islamabad. Die diplomatischen Beziehungen zwischen Pakistan und China wurden 1950 begründet. Pakistan war eines der ersten Länder weltweit, das die Volksrepublik China anstatt die Republik China auf Taiwan anerkannte. Beide Länder betonen die guten Beziehungen.

## Überblick
Pakistan und China verfügen über eine lange und starke Beziehung. Die Beziehungen zwischen beiden Ländern sind beidseitig vorteilhaft. Beide Länder verfolgen ähnliche Strategien und dies ist die Basis für die guten Beziehungen zwischen Pakistan und China.
Pakistan hat die Volksrepublik China seit dem Indisch-Chinesischen Grenzkrieg 1962 in allen politischen Fragen wie zum Beispiel dem politischen Status von Taiwan, Xinjiang und Tibet sowie in der Frage der Menschenrechte unterstützt und China hat diese Unterstützung Pakistans in vielen Fragen anerkannt. Beide Länder einigten sich 1963 auf den Grenzverlauf in Kaschmir. Dazu gehört Richard Nixons Besuch in China 1972. Pakistan arbeitet mit China in wirtschaftlicher und militärischer Hinsicht zusammen. Pakistan dient außerdem als Verbindung Chinas in die muslimische Welt. China unterstützt Pakistan bei nationalen Problemen. Die pakistanische Armee ist von chinesischen Rüstungslieferungen abhängig. China versorgt Pakistan mit nuklearer Ausrüstung.

## Diplomatische Beziehungen
Die diplomatischen Beziehungen zwischen Pakistan und China begannen am 31. Mai 1951. Pakistan erhoffte sich, dass China ein Gegengewicht zum Einfluss von Indien darstellen würde. Indien hat China 1950 anerkannt und Premierminister Jawaharlal Nehru hoffte auch, die Beziehungen zu China zu verstärken. Der pakistanische Premierminister, Huseyn Shaheed Suhrawardy, und sein chinesischer Amtskollege, Zhou Enlai,
unterzeichneten ein Freundschaftsabkommen, das die Beziehungen weiter ausbauen sollte. Pakistan und China verbündeten sich während des Grenzkrieges zwischen China und Indien 1962, um den Einfluss von Indien und der Sowjetunion einzudämmen. Pakistan dient China weiterhin als Verbindung in die westliche Welt. Eine informelle Allianz hat sich zu einer guten Freundschaft entwickelt, von der beide Seiten in militärischer, wirtschaftlicher und diplomatischer Hinsicht profitieren. Es fand ein reger Austausch zwischen Pakistan und China statt: Der chinesische Premierminister Zhou Enlai wurde bei all seinen Staatsbesuchen in Pakistan herzlich empfangen. Eine Straße in Pakistan wurde nach Zhou Enlai benannt. Der pakistanische Botschafter in China suchte ohne Termin das chinesische Außenministerium auf, um seine Trauer auszudrücken, als Zhou gestorben war. Mao Zedong empfing, trotz seiner Krankheit, Zulfikar Ali Bhutto als seinen letzten Staatsgast 1976.